# Srednja Dobrinja
Srednja Dobrinja (Servisch cyrillisch Средња Добриња) is een plaats in de Servische gemeente Požega. De plaats telt 481 inwoners (2002).